# Spangenberg
Pour les articles homonymes, voir Spangenberg (homonymie).
Spangenberg est une ville allemande située dans l'arrondissement de Schwalm-Eder et dans le land de la Hesse. Elle se trouve à 35 km au sud-est de Cassel.